# Rabocerus foveolatus
Rabocerus foveolatus es una especie de coleóptero de la familia Salpingidae.

## Distribución geográfica
Habita en Europa.